# Bradman Weerakoon
Bradman Weerakoon, né le 20 octobre 1930 à Colombo et mort le 7 juillet 2025 est un fonctionnaire sri-lankais.

## Biographie
Bradman Weerakoon naît le 20 octobre 1930 à Colombo mais grandit à Kalutara.
Il reçoit son éducation primaire au Holy Cross College de Kalutara, puis son éducation secondaire au St. Thomas' College de Guruthalawa, avant d'entrer à l'Université de Peradeniya.
Il est titulaire d'un diplôme avec mention en économie et en sociologie de la même université et d'une bourse Fulbright à l'Université du Michigan aux États-Unis, où il obtient une maîtrise (MA) en sociologie.
Ce fonctionnaire est connu pour avoir servi neuf premiers ministres et présidents du Sri Lanka.
Bradman Weerakoon meurt le 7 juillet 2025 à l’âge de 94 ans.